# Шубин, Иван Филаретович
Иван Филаретович Шубин (1881—1937) — советский военный деятель.

## Биография
Родился в 1881 году в деревне Саранчаны Лынтупскай волости Вилейского уезда Виленской губернии (ныне деревня находится в Поставском районе Витебской области). Выходец из крестьян, был малограмотным.
Еще подростком уехал в Санкт-Петербург на заработки. Работал подсобным рабочим, потом — мастером сталелитейных печей на Путиловском заводе. Арестовывался за участие в выступлениях рабочих. С 1902 по 1906 год проходил срочную воинскую службу в одной из кавалерийских частей Русской Императорской армии.
Участвовал в Первой мировой войне, унтер-офицер.
Во время февральской революции 1917 года находился на Украине. За большевицкую агитацию был арестован и приговорён к смертной казни, содержался в Киевской тюрьме, откуда смог сбежать. После Октябрьской революции вступил в 1917 году в РКП(б).
Участник Гражданской войны в России. В 1918 году на Полотчине (Витебская область) организовал конный красногвардейский партизанский отряд, которым командовал с 1918 по 1919 год. Позже отряд переформировали в кавалерийский дивизион и включили в состав 17-й стрелковой дивизии Западного фронта.
Приказом от 13 июля 1920 года награждён орденом Красного Знамени № 3795:

«За то, что 10 сентября 1919 года, во время боя за укрепленную позицию на реке Сож, узнав о ранении командиров 4 и 5 рот 151 полка, он по своей инициативе поспешил на выручку своим, бросился в атаку на окопы противника, в результате чего поляки, численностью около 2 рот, частью были переколоты, частью бежали, оставив трофеи, что дало возможность выполнить задачу».

Будучи командиром 57-го кавалерийского полка, участвовал в Советско-польской войне и походе Красной армии под командованием Тухачевского на Варшаву.
В приказе РВСР № 353 от 31 декабря 1921 года указано, что вторым орденом «Красного Знамени» № 376 награжден:

«За выдающуюся стойкость и доблесть, проявленную в период бывших наступательных боев на Варшаву и в последующих затем арьергардных боях командир 57-го кавалерийского полка Шубин».

Третье награждение орденом Красного Знамени было проведено тем же приказом РВСР № 353 от 31 декабря 1921 года, с той же формулировкой. Он получил орден под № 33, став одним из немногих, награждённых тремя орденами Красного Знамени в Гражданской войне.
В годы Гражданской войны был четырежды ранен; кроме орденов, за подвиги в этот период он был награжден также знаком «Бойцу Красной Гвардии и Красному партизану».
После гражданской войны командовал кавалерийской бригадой, работал инспектором Реввоенсовета Бухарской группы войск. Участвовал в борьбе с басмачеством.
В 1922 году командовал 5-м кавалерийским полком, который дислоцировался в местечке Островно около Витебска. Здесь он познакомился и женился на Надежде Федуловне (1902-го года рождения).
В 1923 году 5-й кавалерийский полк был расформирован, и И. Ф. Шубин демобилизован из армии. После демобилизации до 1929 года проживал в деревне Хлевенщина Куринского сельсовета Суражского района, где организовал «культурное показательное коммунистическое хозяйство», которое в период коллективизации в 1929 году передал в колхоз «Красный партизан». В 1929 году переехал в город Витебск.
В Витебске работал директором конезавода и ипподрома, проживал по адресу ул. Воровского 26. Как участник Гражданской войны и орденоносец, получал персональную пенсию.
В сентябре 1937 года был арестован по обвинению в контрреволюционной деятельности, в работе на польскую военную разведку, участии в контрреволюционных организациях и связях с М. Н. Тухачевским. На основании постановления НКВД и Прокурора СССР от 22 ноября 1937 года приговорён к высшей мере наказания и расстрелян.
Реабилитирован посмертно, дело было пересмотрено. 29 января 1957 года управление КГБ при СМ БССР по Витебской области вынесло

«Постановление НКВД и Прокурора СССР от 22 ноября 1937 года в отношении ШУБИНА Ивана Филаретовича отменить и дело на него дальнейшим производством прекратить».

19 сентября 1957 года военный трибунал Одесского военного округа пересмотрел дело Шубина Ивана Филаретовича и закрыл его с формулировкой «за отсутствием состава преступления».
В городах Витебске и Вилейке именем И. Ф. Шубина названы улицы.

## Награды
- три ордена Красного Знамени (13.07.1920, 31.12.1921, 31.12.1921)[2]
- знак «Бойцу Красной Гвардии и Красному партизану»
- грамота юбилейной сессии ЦИК БССР «За активное участие в борьбе по выполнении задач Социалистического строительства БССР» (1935)